# Nicholas Walters (Boxer)
Nicholas Walters (* 4. Januar 1986 in Montego Bay) ist ein jamaikanischer Profiboxer und ehemaliger Superweltmeister der WBA im Federgewicht.

## Amateurkarriere
Walters boxte während seiner Amateurzeit im Federgewicht. Er gewann 2005 und 2006 die Karibischen Meisterschaften, sowie 2006 auch die Bronzemedaille bei den Zentralamerika- und Karibikspielen in Kolumbien. 2007 gewann er die Panamerikaspiele-Qualifikation in Trinidad, schied jedoch bei den anschließenden Panamerikanischen Spielen in Brasilien gegen Idel Torriente aus.
Bei den Weltmeisterschaften 2007 in den USA verlor er gegen Bashir Hassan, bei der amerikanischen Olympiaqualifikation 2008 in Guatemala gegen Miguel Marriaga. Während seiner Amateurzeit entstand auch sein Kampfname „Axe Man“.

## Profikarriere
Noch 2008 wechselte er ins Profilager und trainierte fortan in Panama. Bis Ende 2009 gewann er jeden seiner zwölf Kämpfe, davon zehn vorzeitig. Im Dezember 2009 besiegte er den ungeschlagenen Dominikaner Carlos Reyes einstimmig nach Punkten und wurde Zentralamerikanischer Meister der WBA. Nach acht weiteren Siegen, darunter vier Titelverteidigungen, erhielt er schließlich im Dezember 2012 eine WM-Chance gegen den Kolumbianer Daulis Prescott, Bruder des Boxers Breidis Prescott. Er gewann dabei in Kingston durch t.K.o. in der siebenten Runde den Weltmeistertitel der WBA im Federgewicht, wurde damit der zehnte Boxweltmeister aus Jamaika und zugleich der erste dieser Gewichtsklasse. Zudem ist er der erste, der den Titel in seiner Heimat gewinnen konnte.
Seine erste Titelverteidigung gewann er im November 2013 durch t.K.o. in der vierten Runde gegen den Mexikaner Alberto Garza. Dies war zugleich sein Debüt in den USA. Im Mai 2014 schlug er einen ersten international bekannten Boxer, den armenischen Ex-Weltmeister Wachtang Dartschinjan durch K. o. in der fünften Runde. Im Oktober 2014 gelang ihm ein spektakulärer Sieg gegen Nonito Donaire von den Philippinen. Walters erzielte dabei die ersten Niederschläge in Donaires Profikarriere und gewann schließlich durch t.K.o. in der sechsten Runde.
Im Juni 2015 besiegte er den ungeschlagenen Miguel Marriaga einstimmig nach Punkten. Aufgrund Überschreitung des Gewichtslimits wurde ihm der Titel im Juni 2015 aberkannt. Im Dezember 2015 boxte er Unentschieden gegen Jason Sosa.
Seine erste Niederlage als Profi erlitt er im November 2016 beim Kampf um den WBA-Titel im Superfedergewicht gegen den Ukrainer Wassyl Lomatschenko.